# 去把鐵鉗拿來
《去把鐵鉗拿來》是美國創作歌手費歐娜·艾波的第5張錄音室專輯。專輯在2020年4月17日發行，距艾波的上一張專輯《公轉不自轉的生存之道》時隔8年。專輯於2015年到2020年間錄製，地點大多在艾波位於威尼斯海灘的家中。除艾波外，專輯製作人及演出者還包括艾米·艾琳·伍德（Amy Aileen Wood）、賽巴斯汀·史坦伯格及大衛·加爾薩；專輯由多為即興創作的長錄音和非傳統的打擊樂構成。唱片中多次用到了音樂創作軟體库乐队，且艾波將專輯中未經編輯的人聲和冗長的片段歸因於她對該軟體的使用不熟練。
源於實驗音樂，專輯使用了大量的非常規打擊樂。雖然鋼琴和架子鼓等普通樂器沒有缺席，但專輯也運用了大量的非樂器物品作為打擊樂器。艾波將成品稱之為「打擊樂團」。這些類工业節奏與傳統旋律形成對比，而快節奏的歌曲則多顛覆了傳統流行樂結構。
專輯探討了從壓迫下解放的自由；艾波把專輯的核心訊息定調為「去把該死的鐵鉗拿來，然後把自己從所處的困境中解放」。專輯標題反映了這一訊息，標題引用自電視影集《墮落》台詞。專輯也討論了艾波與其他女性複雜的關係，以及其他個人經歷，包括霸凌和性侵犯。不過，此專輯仍被認為是艾波最幽默的專輯。
《去把鐵鉗拿來》於2019冠状病毒病疫情期間發行，許多評論家認為其對限制的探討時機恰好。專輯收到了極大的評論稱讚，被稱為發行便成經典、艾波迄今最佳的作品。專輯在第63屆格萊美獎獲得了最佳另類音樂專輯獎，且歌曲〈Shameika〉贏得了最佳搖滾表現獎。專輯以44,000個专辑等价单位，在美國《公告牌》二百强专辑榜上首週空降第4名，在美國另類專輯榜和搖滾專輯榜上空降第1名。在加拿大、澳洲和紐西蘭登上前15名。

## 背景和錄製
2012年，《公轉不自轉的生存之道》發行後，艾波開始構想新專輯的概念，考慮在她位於威尼斯海灘或猶他州潘多的家中製作一張概念專輯。
2015年2月，她與樂團成員賽巴斯汀·史坦伯格、艾米·艾琳·伍德和大衛·加爾薩一起，開始為專輯進行排練。他們在艾波於威尼斯海灘家中的錄音室開始創作並排練，使用自製的打擊樂物品，在家中遊蕩時一邊歌唱。

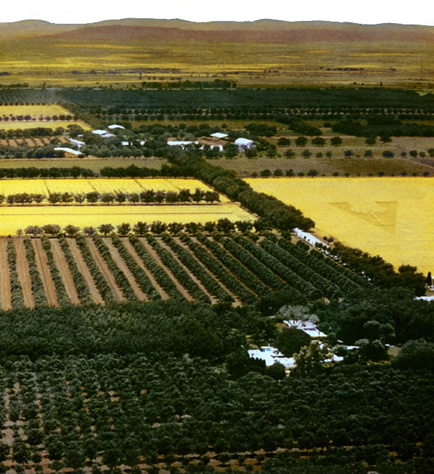
專輯早期在德克薩斯州聲音牧場製作。

7月，他們開始錄製專輯，在德克薩斯州鄉村的聲音牧場花了3週的時間，錄製了歌曲〈Relay〉、〈Ladies〉、〈Cosmonauts〉和〈On I Go〉的大部分片段。艾波記得這期間經常生產力低下，因為樂團被迷幻蘑菇和電影分心。他們回到了洛杉磯，在史坦利唱片（Stanley Recordings）工作，創作素材。艾波決定並迅速遷回了她在威尼斯海灘家中的錄音室裡錄音。她把她的房子比作「孕育我長大成人的地方」（the womb of where I've developed into an adult），因此她選擇在家中錄製專輯以「報答」她的房子。她闡述了房子在專輯中所扮演的角色：「我真心覺得它自身就是一件樂器，它是一個麥克風：這座房子是麥克風，這座房子是環境音效，這座房子是樂團的一員」。〈Newspaper〉和〈Heavy Balloon〉的更多錄音工作在工程師戴夫·威的私人錄音室Waystation進行。
他們錄製了由樂器被物品和表面敲擊的長段錄音；她的人聲未經編輯，且專輯包含了大量打擊樂的聲音。在艾波家中期間，大量錄音是由库乐队完成。對於冗長、未經剪輯的片段，艾波評論道：「我根本不知道該怎麼編輯並將其縮短，所以每一首曲目都只經過一次長久的錄製，如果我出錯了，那好吧，我最好直接播放歌曲並讓那個錯誤自洽其中」。這導致了被艾波稱為「打擊樂團」的結果，在曲目〈Newspaper〉和同名歌曲中尤為明顯。
到2019年7月，艾波開始對專輯進行混音。9月，由於艾波對專輯產生了疑慮，進度開始放緩。此時，艾波首次在與《Vulture》的採訪中提到了新專案的工作，解釋她仍在努力為下一張專輯工作，這張專輯本該在「無數年前」就發行了，並希望能在2020年完成。她也承認了因為正在進行的錄製工作，她在威尼斯海灘的家中進入了隱居生活。
2020年1月，她把混音的成品播放給樂團成員聽，成員的正面反應把艾波帶回正軌。同月的一次採訪中，她說專輯製作已進行到最後階段，要做的只剩下「插圖和東西」。3月，她宣佈已完成錄音。

## 音樂和歌詞
《去把鐵鉗拿來》的聲音特點是打擊樂。專輯是一張藝術流行、bedroom pop和流行唱片。艾波作品一貫的鋼琴演奏仍十分鮮明，但以一種更像打擊樂的形式呈現。架子鼓及傳統打擊樂器亦同，專輯的特色之一即為使用現成物作為打擊樂器，例如金屬製的蝴蝶和艾波已故的狗珍妮特（Janet）的骨架。專輯實驗性的韻律讓人想到工业音乐，且與更傳統的旋律形成鮮明的對比。《Stereogum》的湯姆·布雷漢（Tom Breihan）認為打擊樂通常「圍繞著舞蹈的目的而創作，引導出人類身體的節奏」，而此專輯卻反其道而行，「演奏狂熱（wild, feverish），試圖複製人類思想裡最燥熱的混亂」。艾波把專輯中顯眼的打擊樂歸因為童年的習慣，習慣發展成她强迫症的一部分——她總是按固定的旋律和嚴格的速度行走。
專輯因其對流行樂的實驗性嘗試而備受關注。評論家注意到專輯所追求的目標和獨創性。然而，專輯也被拿來跟多名藝人作品相比較，包括琼尼·米歇尔、汤姆·威茨、妮娜·西蒙和凱特·布希，其中凱特·布希的歌詞被專輯同名歌曲所引用。
專輯多不採用流行音乐傳統的主歌-副歌結構。部分難以捉摸的歌曲中包含了循環片段、截然停止和速度變化。專輯比起前作比較沒有那麼憂傷，專輯中快節奏的歌曲被描述為「滑稽、憤怒且有時得意」。專輯中頻繁出現即興創作的片段，以及背景噪音，如狗叫聲，主要是因為其在家中錄製。
在專輯上，艾波把自己的聲音當作樂器，她談論道：「我與我的聲音怡然自得，但我沒有要試圖讓它永遠都很動聽。我不想試圖說服任何人說我是一名歌手。到頭來它只是另一種樂器」。布雷漢注意到艾波展現出了「一種饒舌歌手的感覺——話語也可以成為音樂」，而《衛報》的勞拉·巴頓強調了艾波聲線的私密之處：「一半談話式，一半自己咕噥，讓每處瑕疵、呼吸和野性得以叫喊出來」。《纽约时报》的喬恩·帕雷萊斯認為「無論她是在諷刺、熱切的柔聲細語，還是近乎尖叫的粗聲粗氣，她都把每一個字清楚有力地表達了出來，誇張地表現感情卻又不失控制」。
歌詞上，艾波把專輯的主題定為「不懼發言」，而巴頓也類似地認定專輯為「對被噤聲的拒絕」。艾波後來說這是過分的簡單化，詳述道「專輯是關於越出任何你讓自己安居其中的監獄」，並精確點出訊息：「去把該死的鐵鉗拿來，然後把自己從所處的困境中解放」。她說道專輯的寫作讓她從對自己的想法中解放，解釋道「對我來說，這整張專輯，已經轉變成了我腦袋裡的頭痛，現在已經緩解了，它就像我們現在可以共享的脈搏一樣」。帕雷萊斯認為專輯探討了「現在和過去的傷痛：霸凌、性侵、毀滅性的心理戰術、感情挫敗，（艾波）自己的恐懼和強迫症和利用他人者」。專輯還探討了自由，布雷漢寫道「我們能聽到那如釋重負的狂喜」。專輯還被認為是艾波最幽默的專輯。
艾波探索的另外一個主題是她與其他女性錯綜複雜的人際關係。艾波談到這些關係自中學便開始折磨她，而在專輯中艾波試圖與「那種總是被社會視為她的『競爭者』的女人」重修舊好，例如她前任們的新任女友。艾波將這個概念總結為「不讓男人在我們之間挑起戰火又或是把我們分開讓他們得以控制訊息」。

## 歌曲
專輯開篇曲目〈I Want You to Love Me〉最初為與一名虛構愛人的對話，但最終被艾波和作家喬納森·艾姆斯間的感情所影響，另外2010－2011年間她在加州伍達克靈石禪修中心的冥想期間也造成了影響。後者的體驗在歌詞中進行了探討：（直譯：而我知道當我離去，構成我的粒子將煙消雲散／而我將回到脈搏之中），歌詞探討了她在頭陣痛之下所達成的突破，她見證了「在靜修處的人之間脈動著的空間——一個對更大的事的啟發」。〈Shameika〉取自艾波中學時的一名女同學的名字作標題。歌曲基於艾波回想起她被一群受歡迎的女生排擠的經歷，之後「Shameika出現，她說『妳為什麼想和那些女生同席而坐？妳有潛力。』」歌詞（賽巴斯汀說我是風暴裡的一個好人）靈感來自在德州馬爾法發生的一場事件——樂團差點被以持有大麻的罪名逮捕。貝斯手賽巴斯汀·史坦伯格對艾波處理事件的手段做出了此番評論。

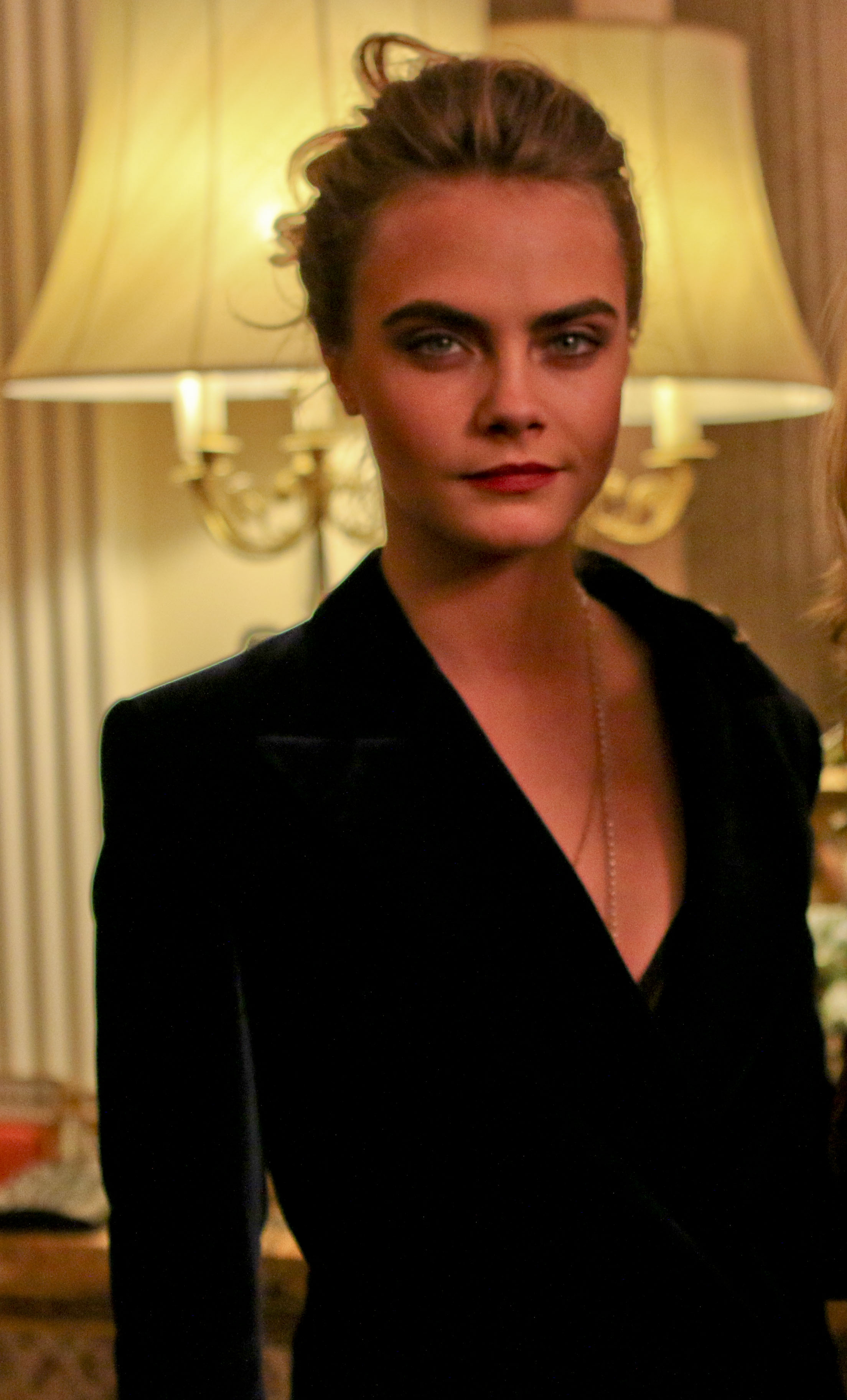
卡拉·迪瓦伊在專輯同名曲目中作為和聲歌手。

同名曲目是專輯中最晚錄製的歌曲之一，且錄製時專輯的標題已定為《去把鐵鉗拿來》。英格蘭模特兒和女演員卡拉·迪瓦伊獻聲作為背景人聲；艾波選擇讓迪瓦伊獻唱的理由是，她的英格蘭口音與電視劇《墮落》中的角色吉蓮·安德森一樣，而《墮落》正是標題的引用來源。歌曲末尾出現的狗吠聲來自艾波的狗Mercy、迪瓦伊的Leo和Alfie，以及塞爾達·霍爾曼（Zelda Hallman）的Maddie。歌曲引用了凱特·布希1985年單曲〈Running Up That Hill〉。幽默的歌曲〈Under the Table〉描繪了一場充滿敵意的晚宴。艾波說歌曲傳達的訊息來自她出席的一場昂貴的晚宴，「許多人炫耀著許多我不會炫耀的事」。她繼續道一名客人做出的冒犯評論，「我批評了那個男的。並可能把晚宴搞得有點亂。但我是對的」。她後來又補充道晚宴上的那名客人是「一家串流媒體服務中赫赫有名的人物」。〈Relay〉的歌詞（當你點燃的壞事開始變成火炬傳遞時，壞事是一項接力運動），艾波早在15歲時便寫出了這句歌詞。艾波探討了自己的憤慨，其中有些被她描述為「滑稽」或「瑣碎」，包括在歌詞（我討厭你把你的生活像一本宣傳手冊一樣展示出來）中對網絡紅人的憤慨。該曲目在音樂性上受到了啦啦隊口號和R&B的影響。
艾波創作〈Rack of His〉的時間跨度超過了10年；歌曲靈感來自她的兩段不同的感情。標題的靈感則來自樂團成員大衛·加爾薩的話：「噢，我對他的那個架子（that rack of his）做出了糟糕的事情」。〈Newspaper〉的靈感也來自兩段不同的感情。據《波士頓環球報》的毛拉·約翰斯頓所說，這首歌曲「閃耀著一盞刺眼的聚光燈，聚焦於女人在愛情的遊戲中，常被隨意、殘酷地挑起戰火」。而《The New York Times》的喬恩·帕雷萊斯寫道，歌曲的敘事者「與她前任的新女友感同身受，她看見了——現在意識到了——他傷害她的方式」。在歌曲中，艾波的姊姊——卡巴萊歌手莫德·馬加特演唱了和聲部分，她錄製人聲時還一邊餵養母乳。艾波曾說該曲目的標題是隨便取的，她想不起來為什麼起這個標題。〈Ladies〉也探討了「不讓男人（在女人之間）挑起戰火」的概念，探討了同一個男人不同前戀人間的關係。在歌曲中，艾波以不同的風格重複演唱了「ladies」一詞。她評論道：「我喜歡ladies這個詞，所以我一定要用不同的方式將它說得有趣……像是『Ladies, we better get into it』，像是『Ladies are so nice』。」歌詞（我是一隻果蝠）中使用「bat」一詞表示「瘋狂」的意思，艾波使用該詞，以一種充滿情感的方式指向她自己。
〈Heavy Balloon〉探究了憂鬱，「罹患憂鬱症的人群可以開始把自己的憂鬱當作朋友或玩物」。艾波評論道：「對於憂鬱症，你幾乎像是得了斯德哥爾摩症候群——好像你被自己的憂鬱綁架了一樣」。第2段主歌中的歌詞（開始感到下面是你所知的唯一安全處），部分靈感來源於電視影集《婚外情事》中的一集。歌詞（我像草莓一樣分散，我像豌豆和豆子一樣攀爬）靈感來自一本兒童園藝書，意指草莓常以水平方向散開，穿過土壤和荚果以水平方向生長。《紐約時報》的韋斯利·莫里斯認為該曲目在音樂上讓人聯想到艾波的首張專輯《潮汐》（1996年），而同樣來自《紐約時報》的喬恩·卡拉曼尼卡認為〈Cosmonauts〉也讓人聯想到她的首張專輯。後者原為艾波與長期合作者喬恩·布里昂為2012年喜劇電影錄製，而布里昂為電影創作了配樂。曲目最終未出現在電影中，但艾波的另一首歌曲〈Dull Tool〉被電影所用。導演賈德·阿帕托想讓曲目探究至死不渝的愛情的概念，這給艾波帶來了挑戰，她不「知道（她）是否想要跟任何人度過餘生」。因此，艾波說：「我將這理解為，『在宇宙中，將只有你和我在這個小器皿中，除了更重，而你真的將會讓我心煩不安。』」
艾波是〈For Her〉製作人員名單中唯一列出的音樂家，歌曲被描述為「宣洩式的」，「專輯中最抓耳的歌曲之一」。曲目描繪了一個男人對一個女人的施暴，基於一位在電影製作公司實習的好友告訴艾波的故事，且經過同意。歌曲代表她朋友，以艾波的話語跟那個男人對話，「用一種繞圈子的方式，講出她朋友無法講出來的故事」。歌曲還描繪了艾波的個人經歷，她評論道：「一開始我想描寫自己的感覺，但太難了。我想讓它不只是關於我，更要關於其他人」。歌曲，尤其是歌詞（早上好！早上好！／你在你女兒出生的同一張床上強姦了我），部分為回應布雷特·卡瓦諾受多次性侵指控，但仍被提名為美國最高法院大法官。在音樂上，此歌曲分為3個部分。一開始是「一種遊樂場的吟唱」，然後是一種「譴責族群的呼喊」，在「歌曲變身為一場狂熱的夢境前，和聲部分最終成為一種抽象的嚎啕」。
〈Drumset〉在艾波與艾姆斯分手後的時期創作。鼓手艾米·艾琳·伍德在一場現場演出時搬走了她的架子鼓後，艾波與樂團起了小爭執。艾波說她把這件事錯誤地解讀為「他們對我很生氣，且不會再回來了」，她當下即興創作了歌詞：「The drumset is gone, and the rug it was on is still here, screaming at me」（架子鼓不在了，而它下面的小地毯仍在這裡，對著我尖叫）。樂團後來一次將歌曲錄製完成。艾波將專輯最後一首曲目〈On I Go〉稱為一首「內觀頌歌」，她在2012年因持有大麻麻醉劑而被逮捕，在監禁期間她最初演唱了該歌曲。她曾說歌曲探討了「我在做的事不必有任何特定涵義或是獎勵或是後果」。卡拉曼尼卡強調了一種「人聲韻律中讓人著迷、循環的模式；尖銳且不穩定的打擊樂；大量留給震驚的空白空間」，將歌曲的效果跟1990年代晚期獨立嘻哈的歌詞實驗進行比較。

## 發行
2020年3月16日，艾波在《紐約客》一則廣泛的人物簡介中宣佈了專輯及其標題。4月初，她宣布專輯將於4月17日數位發行。史诗唱片原計劃於10月發行專輯，原因是2019冠状病毒病疫情對宣傳帶來的限制。然而，艾波將專輯發行日期推前，一石二鳥——居家檢疫中的聽眾因此受益，而這樣她就可以避免給人帶來壓力的印刷委任。艾波的朋友King Princess也支持專輯提前發行。評論家評論了專輯在疫情當下發行的及時，發現專輯主題對禁制探索的關聯，並將艾波的隱居生活與普遍的居家檢疫限制作比較。
專輯發行前無任何單曲發行，但〈Shameika〉於4月27日在成人另類電台發行，為專輯首支單曲。11月20日，歌曲的音樂錄影帶發佈，導演為馬蒂亞斯·布朗（Matthias Brown）。影片包含了專輯標題的來源——莎梅卡·史蒂芬妮（Shameika Stepney）的聲音，艾波專輯發行後與她重聚。同日，史蒂芬妮發行了〈Shameika Said〉，包含艾波的人聲及對〈Shameika〉的取樣。

專輯標題取自吉蓮·安德森在《堕落》中飾演的角色。

### 標題
標題《去把鐵鉗拿來》引用自英國-愛爾蘭犯罪電視影集《堕落》，吉蓮·安德森飾演的主角——一名性犯罪調查者，在調查一位女人被折磨的犯罪現場時說出了這句話。專輯發行後，安德森在Twitter上分享了該場面的GIF動圖以致意。引用之話反映了專輯對獲得自由的探索，艾波將標題要傳達的訊息總結為「去把你的解放工具拿來。讓自己獲得自由」。

### 封面
專輯決定提早發行後，樂團成員大衛·加爾薩設計了專輯的封面。艾波給他傳了一張「兩、三」年前的自拍，並做為專輯封面候選。在攝影的選擇上，她評論道：「那張臉很有我的風格。我只想要像是，『嘿，猜怎麼了？我回歸了！這裡有些歌曲。想聽音樂吧？嗨、嗨、嗨、嗨。』」
專輯的背面提到專輯在「未割讓的通瓦、梅斯卡佩羅阿帕契和蘇瑪領土上製作」。艾波與播種主權（Seeding Sovereignty）的艾琳·懷斯（Eryn Wise）合作，評論道「這是讓我也做出生命承諾的方式，承諾去傾聽和能夠做一名力所能及的最好的朋友」。

## 反響

### 評論反應
| 綜合得分       | 綜合得分 |
| 來源           | 評分     |
| -------------- | -------- |
|                | 9.2/10   |
|                | 98/100   |
| 評論得分       |          |
| 來源           | 評分     |
| AllMusic       | [ 3 ]    |
| 《影音俱樂部》 | A        |
| 《每日电讯报》 | [ 40 ]   |
| 《獨立報》     | [ 41 ]   |
| 《爱尔兰时报》 | [ 42 ]   |
| 《NME》        | [ 43 ]   |
| 《觀察家報》   | [ 22 ]   |
| 《Pitchfork》  | 10/10    |
| 《滾石》       | [ 44 ]   |
| 《泰晤士报》   | [ 23 ]   |

《去把鐵鉗拿來》受到廣泛稱讚，許多評論家認為專輯一發行即成經典，認為其為一張傑作，且為艾波迄今最佳的作品。在評論聚集網站Metacritic上，專輯收穫了98加權平均分，滿分為100，共28篇評論，專輯為該網站史上第2高分的專輯。專輯也在AnyDecentMusic?上排名第2高分，平均分9.2/10，聚合了25名評論家的評價。據湯姆·赫爾所說，專輯是「年內最受矚目的專輯」。
繼肯伊·威斯特2010年專輯《我的奇特幻想》後，《Pitchfork》首次給新專輯給出了滿分的評價，珍·佩利（Jenn Pelly）將專輯描述為「不受約束、一支關於日常生活的狂野交響曲、一部堅實的傑作，從來沒有任何音樂聽起來和它一樣。」AllMusic的史蒂芬·湯瑪斯·厄勒溫寫道「很少聆聽一張流行專輯而不知道接下來是什麼，而《去把鐵鉗拿來》帶來了讓人愉悅的驚喜以及快節奏的挫敗感」。他總結道，專輯「不可預測的自然讓人感到複雜，人性深刻，最終產生了一張滋養和宣洩快樂的專輯」。在《滾石》上，克萊爾·謝弗（Claire Shaffer）稱其為艾波最佳的專輯，寫道「艾波聽起來從未如此自信，僅此一項就值得慶祝」。

### 年終榜單
| 評論家/出版物        | 榜單名稱                           | 排名   | 參考   |
| -------------------- | ---------------------------------- | ------ | ------ |
| AllMusic             | AllMusic 2020年最佳                | 不適用 | [ 51 ] |
| BBC                  | 2020年最佳專輯和歌曲               | 不適用 | [ 52 ] |
| 《Beats Per Minute》 | 2020年50大專輯                     | 5      | [ 53 ] |
| 《告示牌》           | 2020年50張最佳專輯                 | 7      | [ 54 ] |
| 《前音後果》         | 2020年50大專輯                     | 1      | [ 55 ] |
| 《Complex》          | 2020年最佳專輯                     | 27     | [ 56 ] |
| 《Double J》         | 2020年50大專輯                     | 2      | [ 57 ] |
| 《经济学人》         | 2020年最佳專輯                     | 不適用 | [ 58 ] |
| 《娱乐周刊》         | 2020年15大最佳專輯                 | 1      | [ 59 ] |
| 《Exclaim!》         | Exclaim!的2020年50張最佳專輯       | 2      | [ 60 ] |
| 《福布斯》           | 2020年最佳音樂                     | 1      | [ 61 ] |
| 《早安美國》         | 2020年50張最佳專輯                 | 1      | [ 62 ] |
| 《衛報》             | 2020年50張最佳專輯                 | 1      | [ 63 ] |
| 《HUMO》             | 這是Humo的2020年20張最佳唱片！     | 4      | [ 64 ] |
| 《最佳配適線》       | 2020年50大專輯                     | 11     | [ 65 ] |
| 《洛杉磯時報》       | 2020年十大專輯                     | 2      | [ 66 ] |
| 《Louder Than War》  | 2020年50大專輯                     | 10     | [ 67 ] |
| Metacritic           | 2020年最佳專輯                     | 1      | [ 68 ] |
| 《Mojo》             | 2020年75大專輯                     | 2      | [ 69 ] |
| 《纽约时报》         | 2020年最佳專輯                     | 1      | [ 70 ] |
| NPR                  | 2020年50張最佳專輯                 | 2      | [ 71 ] |
| 《OOR》              | 2020年終榜單                       | 8      | [ 72 ] |
| 《Paste》            | 2020年50張最佳專輯                 | 1      | [ 73 ] |
| 《Pitchfork》        | 2020年50張最佳專輯                 | 1      | [ 74 ] |
| 《誠懇家日報》       | 2020年最佳專輯                     | 2      | [ 75 ] |
| 《PopMatters》       | 2020年60張最佳專輯                 | 2      | [ 76 ] |
| 紐西蘭電台           | 2020年最佳：紐西蘭電台音樂20大專輯 | 3      | [ 77 ] |
| 《滾石》             | 2020年50張最佳專輯                 | 2      | [ 78 ] |
| 《The Skinny》       | 2020年十大專輯                     | 1      | [ 79 ] |
| 《偏锋杂志》         | 2020年50大專輯                     | 1      | [ 80 ] |
| 《Slate》            | 2020年最佳專輯                     | 9      | [ 81 ] |
| 《Sonic》            | 2020年最佳專輯                     | 8      | [ 82 ] |
| 《Stereogum》        | 2020年50張最佳專輯                 | 1      | [ 83 ] |
| 《時代雜誌》         | 2020年十張最佳專輯                 | 3      | [ 84 ] |
| 《Under the Radar》  | 2020年百大專輯                     | 11     | [ 85 ] |
| 《Uproxx》           | 2020年最佳專輯和歌曲               | 2      | [ 86 ] |
| 《晚报 (克罗地亚)》  | 2020年十大外國專輯                 | 2      | [ 87 ] |
| 《Vice》             | 2020年百大專輯                     | 5      | [ 88 ] |
| 《Vulture》          | 2020年十大專輯                     | 1      | [ 89 ] |
| 《The Wire》         | 2020年50大發行作品（Rewind）       | 28     | [ 90 ] |

## 商業表現
在美國《公告牌》二百强专辑榜上，《去把鐵鉗拿來》以44,000個专辑等价单位首週空降第4名，為艾波連續第3張排名前十的專輯，且是她第2高的榜單排名作品；《公轉不自轉的生存之道》在2012年達到了第3名。專輯等價單位中，有30,000為專輯實際銷量，13,000為串流媒體銷量，不到1,000的數位下載銷量。專輯還在《告示牌》榜單的另類專輯榜和搖滾專輯榜空降冠軍。在美國以外，專輯在加拿大排名前10，在澳洲和紐西蘭排名前15，在德國、愛爾蘭、弱勢、蘇格蘭、丹麥、英國和比利時佛拉蒙大區排名前40，在奧地利、義大利和法國排名前100。專輯實體版於7月發行後，又重新回到《公告牌》二百强专辑榜上，排名第60名，銷量為6,500。專輯還在美國黑膠唱片專輯榜空降第1名，是艾波連續第2張取得該成績的專輯。
2020年6月，專輯主打單曲〈Shameika〉在《告示牌》成人另類歌曲榜上最高排名第19名；這是艾波自2000年1月〈Fast as You Can〉後首次進入該榜，打破了進入該榜單的歌曲時隔最久的紀錄。專輯前5支曲目均登上《告示牌》搖滾歌曲榜，且為她首次登上該榜。

## 曲目列表
| 《去把鐵鉗拿來》曲目列表 | 《去把鐵鉗拿來》曲目列表                                         | 《去把鐵鉗拿來》曲目列表 |
| 曲序                     | 曲目                                                             | 时长                     |
| ------------------------ | ---------------------------------------------------------------- | ------------------------ |
| 1.                       | I Want You to Love Me                                            | 3:56                     |
| 2.                       | Shameika                                                         | 4:08                     |
| 3.                       | Fetch the Bolt Cutters                                           | 4:58                     |
| 4.                       | Under the Table                                                  | 3:20                     |
| 5.                       | Relay（包含對賽巴斯汀·史坦伯格歌曲〈My Kettle, My Cats〉的取樣） | 4:50                     |
| 6.                       | Rack of His                                                      | 3:42                     |
| 7.                       | Newspaper                                                        | 5:32                     |
| 8.                       | Ladies（艾波作詞；音樂由史坦伯格和大衛·加爾薩創作）              | 5:25                     |
| 9.                       | Heavy Balloon                                                    | 3:26                     |
| 10.                      | Cosmonauts                                                       | 4:00                     |
| 11.                      | For Her                                                          | 2:43                     |
| 12.                      | Drumset                                                          | 2:40                     |
| 13.                      | On I Go                                                          | 3:09                     |
| 总时长：                 | 总时长：                                                         | 51:49                    |

## 製作人員
人員名單來自專輯的內頁註解。
樂團
- 費歐娜·艾波 – 人聲 (all tracks)、鋼琴 (1, 2, 4, 10)、卡西歐鼓 (1)、打擊樂 (2–7, 9, 10, 13)、拍掌 (2)、和聲 (2–5, 7–13)、鼓 (3, 5–7, 9, 11, 13)、美樂特朗（英语：Mellotron） (3, 6, 12)、金屬蝴蝶 (3)、電子鼓 (7)、定音鼓 (7)、Wurlitzer電鋼琴（英语：Wurlitzer electric piano） (8)、卡西歐 (9)、鈴鐺 (9)、椅子 (12)
- 賽巴斯汀·史坦伯格（英语：Sebastian Steinberg） – 貝斯 (1–10, 12, 13)、鼓 (1)、打擊樂 (2, 5, 9)、拍掌 (2)、大吉他（英语：guitarrón） (8)、吉他 (9)、和聲 (9, 12)、電自動豎琴 (10, 13)、原聲十二弦吉他 (10)、滑音管吉他 (10)、Wurlitzer上的打火機 (12)、豎琴物品 (12)、跺腳 (13)、呼吸 (13)、水塔 (13)
- 艾米·艾琳·伍德（Amy Aileen Wood）– 鼓 (1–10, 12, 13)、打擊樂 (2, 4, 5, 9, 10, 13)、拍掌 (2)、重複鼓點 (10)、水塔 (13)
- 大衛·加爾薩（英语：Davíd Garza） – 打擊樂 (2, 5, 8, 9, 12, 13)、拍掌 (2)、美樂特朗 (4, 8)、吉他 (5–7)、颤音琴 (8, 9)、和聲 (8, 9, 12)、電吉他 (10)、Wurlitzer (10)、鋼琴 (10)、管風琴 (12)、水塔 (13)；藝術作品

額外音樂家
- 鮑勃·布魯諾（英语：Best Coast） – 特效 (2, 5)
- 卡拉·迪瓦伊 – 和聲 (3)
- 慈悲（Mercy）– 犬吠和聲 (3)、項圈叮噹聲和抽打 (5)
- 麥迪（Maddie）– 犬吠和聲 (3)
- 里奧（Leo）– 犬吠和聲 (3)
- 艾爾菲（Alfie）– 犬吠和聲 (3)
- 約翰·伍爾德（英语：John Would） – Wurlitzer (4)、管風琴 (4)、鋼琴 (4, 8, 10)、顫音琴 (4)
- 小小（Little）– 項圈叮噹聲和抽打 (5)
- 莫德·馬加特（英语：Maude Maggart） – 和聲 (7, 8)
- 溫妮弗雷德·艾達·拉吉（Winifred Ada Lucky）– 和聲 (7)
- 斯賓塞·馬加特（Spencer Maggart）– 腳輕跺 (13)

工程師
- 約翰·伍爾德 – 錄製 (1, 2, 4, 5, 8–10, 12, 13)、混音 (8)
- 艾米·艾琳·伍德 – 錄製 (1–10, 13)
- 費歐娜·艾波 – 錄製 (3, 5–7, 9–11, 13)
- 戴夫·威（英语：Dave Way） – 錄製 (7, 9)、混音 (1, 5, 6, 9)
- Tchad Blake（英语：Tchad Blake） – 混音 (2–4, 7, 10–13)
- Bob Ludwig（英语：Bob Ludwig） – 母帶

## 榜單成績

### 週榜
| 榜單（2020年）                            | 最高 排名 |
| ----------------------------------------- | --------- |
| 澳大利亞（ARIA專輯榜）                    | 13        |
| 奧地利（奧地利Ö3專輯榜）                  | 30        |
| 比利時法蘭德斯（Ultratop專輯榜）          | 26        |
| 比利時瓦隆（Ultratop專輯榜）              | 101       |
| 加拿大（《告示牌》Canadian Albums Chart） | 10        |
| 丹麥（Hitlisten專輯榜）                   | 10        |
| 荷蘭（MegaCharts專輯榜）                  | 20        |
| 法國（SNEP專輯榜）                        | 97        |
| 德國（Offizielle Top 100專輯榜）          | 20        |
| 愛爾蘭（IRMA專輯榜）                      | 23        |
| 義大利（FIMI專輯榜）                      | 49        |
| 紐西蘭（RMNZ專輯榜）                      | 14        |
| 葡萄牙（AFP專輯榜）                       | 4         |
| 蘇格蘭（OCC專輯榜）                       | 28        |
| 西班牙（PROMUSICAE專輯榜）                | 38        |
| 瑞士（Schweizer Hitparade專輯榜）         | 11        |
| 英國（OCC專輯榜）                         | 33        |
| 美国（《告示牌》200）                     | 4         |
| 美國（《告示牌》Top Alternative Albums）  | 1         |
| 美國（《告示牌》Top Rock Albums）         | 1         |

### 年終榜單
| 榜單（2020年）   | 排名 |
| ---------------- | ---- |
| 美國另類專輯榜   | 40   |
| 美國新專輯暢銷榜 | 67   |
| 美國搖滾專輯榜   | 67   |

## 註解
1. ↑  在製作人員名單中，專輯製作人列為艾波和伍德「與」（with）史坦伯格和加爾薩。[4]
2. ↑  意為「女士」、「淑女」[27]
3. ↑  Metacritic的最高分專輯排名不包括EP、現場專輯、盒裝、重發行、合輯和少於7則評論的專輯。

## 外部連結
- 在Discogs上的《去把鐵鉗拿來》（发行列表）